# Afsnit 10 af Casper & Mandrilaftalen
"Afsnit 10 af Casper & Mandrilaftalen" er det tiende afsnit af DR2s tv-sketchprogram Casper & Mandrilaftalen fra 1999.
Casper Christensen opgiver karrieren efter at have set Finn Nørbygaards nye show, og erstattes af Bjarne Goldbæk som studievært.
Anders Matthesen er gæsteoptrædende i dette afsnit.
Blandt de figurer fra Casper & Mandrilaftalens univers som optræder er Bjarne Goldbæk, Doktor Medcalf, Dåsen Allan, Finn Nørbygaard & Finn Nørbygaard, Lars Pejsekammer, Svenne O'Lotta, Cornelius Heinesen, Pelle Stærkhylster og Elvira Bo
| Fjernsyn | Spire Denne artikel om et tv-program er en spire som bør udbygges. Du er velkommen til at hjælpe Wikipedia ved at udvide den. |